# 16 Sagittarii
16 Sagittarii è una Stella multipla, presumibilmente binaria spettroscopica, dove la componente principale è una Gigante blu, forse facente parte di una Associazione OB, o più probabilmente, una primaria di tipo B.
Presenta una magnitudine pari a 5,96 ed è situata nella costellazione del Sagittario.
Tuttora è ancora sconosciuta sia la distanza dal nostro sistema solare, e inoltre sono molto incerti vari parametri orbitali e astrometrici, e quindi anche la magnitudine assoluta, che potrebbe darci indicazioni più certe sulla sua tipologia stellare. Si spera che la missione GAIA possa dirimere tali questioni.

## Osservazione
La sua magnitudine pari a 5,96 la rende praticamente invisibile ad occhio nudo, pertanto può essere osservata con l'ausilio di strumenti mediamente potenti, in quanto deve essere anche risolta, essendo una binaria spettroscopica difficilmente risolvibile.
Il periodo migliore per la sua osservazione nel cielo serale ricade nei mesi estivi.

## Caratteristiche fisiche
La sua velocità radiale negativa indica che la stella si sta avvicinando al nostro sistema solare.

## Occultazioni
Per la sua posizione prossima all'eclittica è talvolta soggetta ad occultazioni da parte della Luna e, più raramente, dei pianeti, generalmente quelli interni.
L'ultima occultazione lunare avvenne il 21 luglio 2013..